# Festival de Jazz de Vitòria

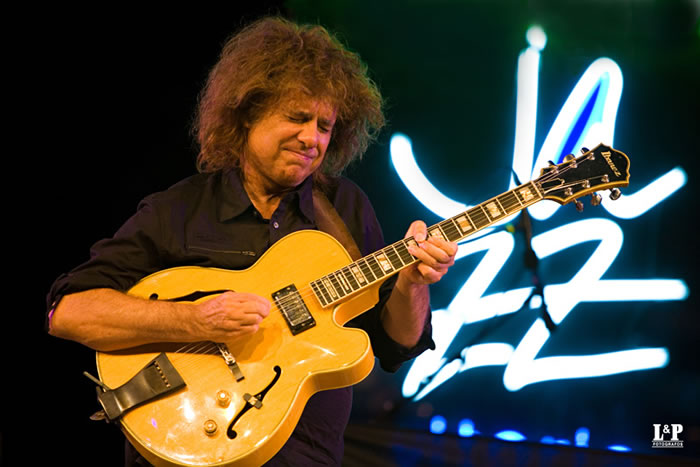
Pat Metheny al Festival de Jazz de Vitòria

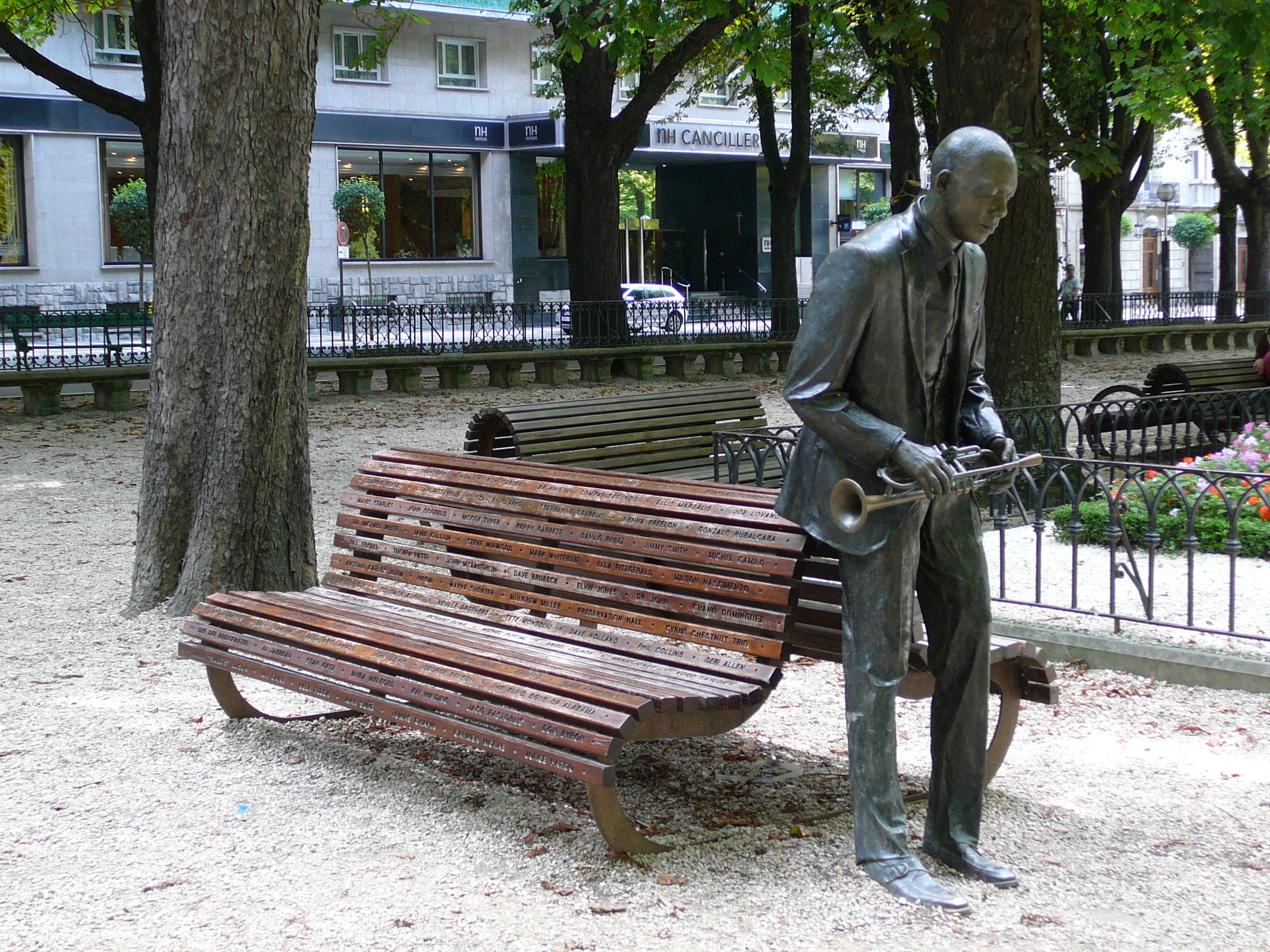
Estàtua de Wynton Marsalis al parc de Florida

El Festival de Jazz de Vitòria (en basc: Gazteiko Jazzaldia) és un festival de jazz que se celebra a la ciutat de Vitòria (País Basc). La seva primera edició va ser en 1977 i és l'únic festival espanyol que pertany a la IJFO (International Jazz Festival Organization).
A més de la programació de concerts, el Festival de Jazz de Vitòria-Gasteiz també ha introduït un programa didàctic amb seminaris dirigits a alumnes de música o músics professionals en els quals han participat professors com Joe Pass, Herb Ellis, Ray Brown, Wynton Marsalis, Pat Metheny, la Juilliard School de Nova York o Fred Hersch.
Vitòria també ha estat escenari de grans trobades que han passat a la història de la música com Dizzy Gillespie amb Stan Getz, Chick Corea amb Bobby McFerrin, Paco de Lucía amb Wynton Marsalis, Jamie Cullum amb José James, i altres artistes.

## Història
En les seves primeres edicions, el festival durava dos dies. A poc a poc va ser creixent i ja en 1981, va començar a acollir a grans estels com Oscar Peterson i Muddy Waters. Després arribarien Ella Fitzgerald, Dizzy Gillespie amb Stan Getz, Sarah Vaughan i Jaco Pastorius.
Des de 1995, el Festival de Jazz es perllonga durant una setmana completa: 7 dies consecutius de jazz al Poliesportiu de Mendizorrotza, que posseeix una acústica de qualitat.
En 1990, en la seva 14a edició, i de forma paral·lela als concerts del Poliesportiu, comença la secció de Jazz del segle XXI, com una oportunitat per a noves promeses i en la qual han actuat per primera vegada a Espanya Noa, Gonzalo Rubalcaba, Esperanza Spalding i els tristament desapareguts Thomas Chapin o Esbjörn Svensson.
El Festival de Jazz de Vitòria ha servit d'inspiració Wynton Marsalis per a la composició de la Vitoria Suite al costat de la Jazz at Lincoln Center Orchestra i Paco de Lucía com a convidat. En 2010 es va presentar un CD, amb el qual Marsalis va voler homenatjar Vitòria i el seu Festival de Jazz.